# 小行星4561
小行星4561（英語：4561 Lemeshev）是一颗围绕太阳公转的小行星。1978年9月13日，尼古拉·切爾尼赫在克里米亚发现了此天体。
这颗小行星的绝对星等为54.01463767265305等。